# 下七垣遗址
下七垣遗址，位于中国河北省邯郸市磁县时营村，为邯郸市磁县的一个省级文物保护单位，类型为古遗址，公布时间为1982年7月23日。
下七垣遗址的历史年代为商。